# Leza de Río Leza
Leza de Río Leza é um município da Espanha
na província e comunidade autónoma de La Rioja, de área 11,12 km² com população de 52 habitantes (2007) e densidade populacional de 4,42 hab/km².

## Demografia
| Variação demográfica do município entre 1991 e 2004 | Variação demográfica do município entre 1991 e 2004 | Variação demográfica do município entre 1991 e 2004 | Variação demográfica do município entre 1991 e 2004 |
| --------------------------------------------------- | --------------------------------------------------- | --------------------------------------------------- | --------------------------------------------------- |
| 1991                                                | 1996                                                | 2001                                                | 2004                                                |
| 27                                                  | 33                                                  | 36                                                  | 49                                                  |